# Unsere Zehn Gebote
Unsere Zehn Gebote ist eine zehnteilige deutsche Fernsehserie des Fernsehsenders KiKA, die Kindern die Zehn Gebote nahebringen soll, aus dem Jahr 2006.

## Inhalt
Die Serie dreht sich um die Abenteuer einer Gruppe Kinder und Jugendlicher, die in ihrem Alltag mit den Zehn Geboten konfrontiert werden und dabei werden Analogien gezogen. Es wurden ab dem 26. März 2006 stets zwei Folgen hintereinander sonntags ausgestrahlt.

## Episodenliste
| Folge | Titel                                                                                               | Erstausstrahlung |
| ----- | --------------------------------------------------------------------------------------------------- | ---------------- |
| 1     | Ich bin der Herr, dein Gott. Du sollst keine anderen Götter haben neben mir                         | 26. März 2006    |
| 2     | Du sollst den Namen des Herrn, deines Gottes, nicht missbrauchen                                    | 26. März 2006    |
| 3     | Du sollst den Feiertag heiligen                                                                     | 2. April 2006    |
| 4     | Du sollst deinen Vater und deine Mutter ehren                                                       | 2. April 2006    |
| 5     | Du sollst nicht töten                                                                               | 9. April 2006    |
| 6     | Du sollst nicht ehebrechen                                                                          | 9. April 2006    |
| 7     | Du sollst nicht stehlen                                                                             | 16. April 2006   |
| 8     | Du sollst nicht falsch Zeugnis reden wider deinen Nächsten                                          | 16. April 2006   |
| 9     | Du sollst nicht begehren deines Nächsten Haus                                                       | 23. April 2006   |
| 10    | Du sollst nicht begehren deines Nächsten Weib, Knecht, Magd, Vieh noch alles, was dein Nächster hat | 23. April 2006   |

## Produktion
Die Produktion wurde von der Kinderfilm GmbH in Koproduktion mit dem federführenden MDR, SWR und BR für KiKA durchführt und durch die Mitteldeutsche Medienförderung (MDM) und Evangelische Kirche in Deutschland (EKD) gefördert.

## Veröffentlichung
Sie wurde ab 26. März 2006 im KiKA ausgestrahlt. Im Mai 2006 erschien sie auf DVD.
Im Ersten und in dritten Programmen der ARD, BR Fernsehen, MDR Fernsehen, rbb Fernsehen und SWR Fernsehen, wurde die Fernsehserie ab Herbst 2006 erneut ausgestrahlt.

## Rezeption
Oberkirchenrat Christhard Wagner, Bildungsdezernent der Föderation Evangelischer Kirchen in Mitteldeutschland, nannte die Fernsehserie 2006 „Ein interessantes Angebot für Kinder und deren Eltern.“
Sie wird vom Medienportal der Medienzentralen für die Elementarerziehung, Kindergottesdienst, Konfirmandenunterricht, Primarstufe und Sekundarstufe I empfohlen.

## Auszeichnungen
Irina Popow wurde 2006 für die Regie der Folge Du sollst nicht ehebrechen mit dem Erich-Kästner-Fernsehpreis ausgezeichnet. Die Folge Du sollst nicht töten erhielt 2007 den Robert-Geisendörfer-Preis für Kindermedien.
Friedemann Schuchardt, Ingelore König und Christa Streiber waren für die Idee und Konzeption der Fernsehserie Unsere Zehn Gebote in der Kategorie Spezial für den Adolf-Grimme-Preis 2007 nominiert.